# Bombus koreanus
Bombus koreanus là một loài Hymenoptera trong họ Apidae. Loài này được Skorikov mô tả khoa học năm 1933.